# Соболоох-Майан
Соболоох-Майан (Соболох-Маян, Собопол) — река в Якутии, правый приток Лены.
Длина реки — 411 км, площадь водосборного бассейна — 13 300 км². Берёт своё начало на западных склонах хребта Орулган, впадает в реку Лену справа на расстоянии 700 км от её устья.
Главный приток: Нимингде — правый (48 км от устья).

## Основные притоки
Указаны притоки длиной 50 км и более.
| Название      | Расстояние от устья | Длина | Положение |
| ------------- | ------------------- | ----- | --------- |
| Нимингде      | 48                  | 200   | правый    |
| Агдай         | 88                  | 50    | правый    |
| Куолланда     | 256                 | 78    | правый    |
| Сулда-Текякит | 329                 | 54    | левый     |

## Данные водного реестра
По данным государственного водного реестра России относится к Ленскому бассейновому округу, речной бассейн — Лена, речной подбассейн — Лена ниже впадения Вилюя до устья, водохозяйственный участок — Лена от впадения реки Вилюй до водомерного поста ГМС Джарджан.
Код объекта в государственном водном реестре — 18030900112117500007095.